# Libore
Libore è un comune rurale del Niger facente parte del dipartimento di Kollo nella regione di Tillabéri.